# Fundo regio

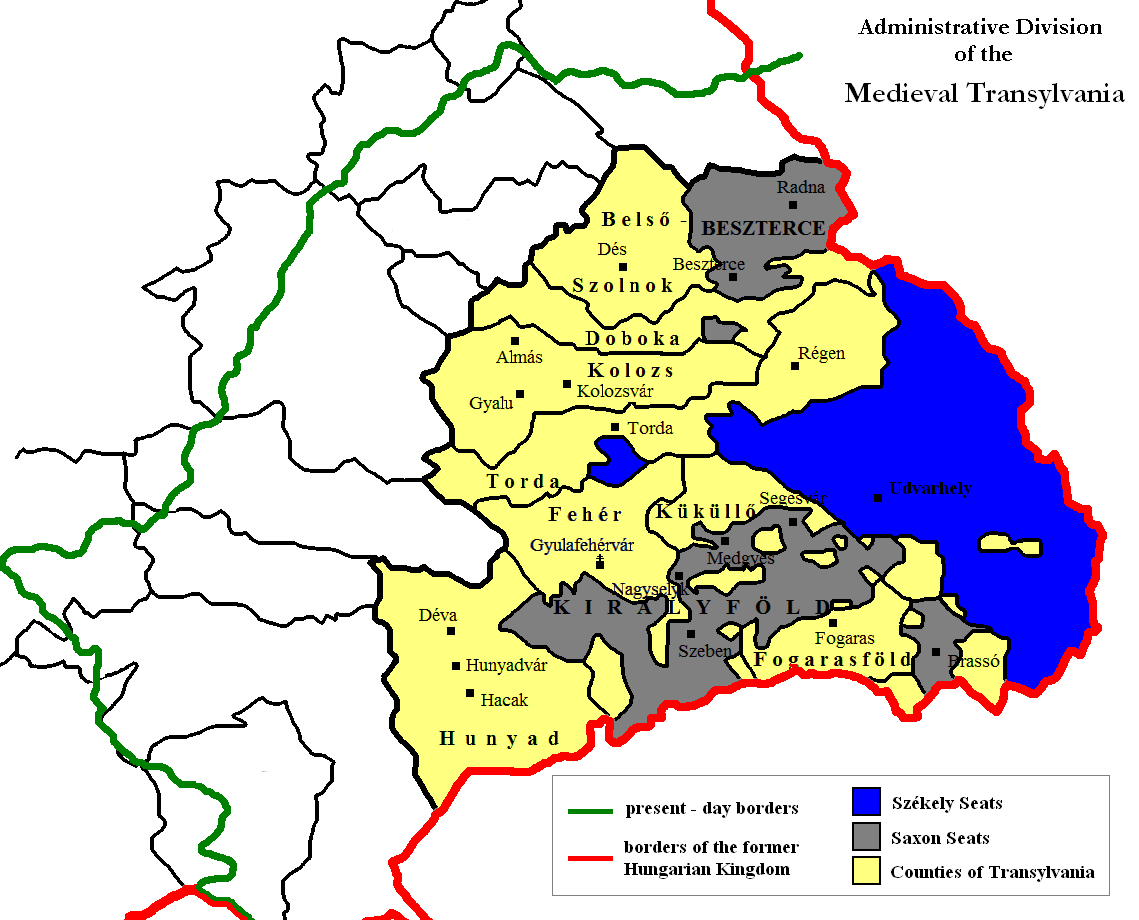
Áreas de las tres propiedades privilegiadas de Transilvania azul: Szekler, gris: Transilvania Sajona - fundo regio (Királyföld) según la ley de la Carta Dorada, amarillo: Komitatsboden.

El Fundo regio (en latín: Fundus Regius, en húngaro: Királyföld, en alemán: Königsboden, en rumano: Glia Crăiască o Fondul regal), en ocasiones País sajón (en húngaro: Szászföld, en rumano: țara sașilor), era una antiguo territorio del reino de Hungría y del principado de Transilvania.

## Geografía
El fundo regio es la donación de los reyes de Hungría a los llamados colonos alemanes "sajones" de las tierras de Transilvania, llamados sedes, de Sibiu-Hermannstadt, Orăștie-Broos, Sebeș-Mühlbach, Miercurea-Reußmarkt-Szerdahely, Mediaș-Mediasch-Medgyes, Sighișoara-Schäßburg-Segesvár, Nocrich-Leschkirch-Újegyház y Cincu-Großschenk-Nagysink, con privilegios reales a cambio de la defensa de la frontera de los Cárpatos y la construcción de infraestructura (puentes, torres, murallas, molinos, etc.).
El territorio se extendía en una estrecha franja de 190 km de largo entre los ríos Río Olt y Târnava. En documentos y mapas antiguos, Orăștie (Broos) en Unterwald se indica como la frontera occidental y Drăușeni (Draas) en las tierras de Reps como el punto más oriental.

## Historia
Su nombre indica la especial situación jurídica de la zona en la Edad Media. Desde el siglo XII en adelante, los colonos alemanes habían desarrollado el área anteriormente relativamente escasamente poblada, el rey húngaro Géza II reclutó colonos del Sacro Imperio a partir de 1146. Las fuentes medievales llamaron entonces al área terra regis o fundus regis.
El fundo regio fue creado en el siglo XIII por el rey Andrés II de Hungría, que a través de la Carta Dorada de 1224 concedió a los sajones de Transilvania una especie de autonomía, solo sujetos a su autoridad. Más tarde, se desarrollaron las Sieben Stühle como unidades administrativas para su representación política. Los privilegios de los colonos fueron reforzados por el rey Matías Corvino en 1486 a través de la Universidad Sajona de Transilvania, que extendió los privilegios de las sedes a los tres distritos sajones (en alemán: Gebiete der Siebenbürger Sachsen, en húngaro: Szász vármegyék, en rumano: Județele săsești) de Țara Bârsei-Burzenland alrededor de Brașov-Kronstadt, de Țara Chioarului-Kővárvidék alrededor de la ciudad homónima y de Țara Năsăudului-Nösnerland-Naszód, alrededor de Bistrița-Bistritz-Beszterce.
El fundo regio y la Universidad desaparecieron en 1784 cuando el emperador José II de Austria estableció las nuevas Bezirke. Después del Compromiso austrohúngaro de 1867 que suprimió el principado de Transilvania, se crearon condados en el marco de la corona húngara, algunos de los cuales (en particular Bistritz-Nösnerland, Hermannstadt y Kronstadt) eran antiguas sedes sajonas.

## Organización administrativa
| Nombre de la sede (szék) | Nombre del centro | Nombre del centro                     | Nombre del centro  |
| ------------------------ | ----------------- | ------------------------------------- | ------------------ |
| en húngaro               | en húngaro        | en sajón de Transilvania              | en rumano          |
| Kőhalomszék              | Kőhalom           | Räppes                                | Rupea              |
| Nagysinkszék             | Nagysink          | Schoink                               | Cincu              |
| Segesvárszék             | Segesvár          | Schäsbrich                            | Sighișoara         |
| Szászsebesszék           | Szászsebes        | Melnbach                              | Sebeș              |
| Szászvárosszék           | Szászváros        | Bros                                  | Orăștie            |
| Szebenszék               | Nagyszeben        | Hermannstadt, sede principal (főszék) | Cibin, Sibiu       |
| Szerdahelyszék           | Szerdahely        | Ruzmargt                              | Miercurea Sibiului |
| Újegyházszék             | Újegyház          | Leuskyrch                             | Nocrich            |
| Fundados más tardíamente |                   |                                       |                    |
| Medgyesszék              | Medgyes           | Medwesch                              | Mediaș             |
| Selykszék                | Nagyselyk         | Marktschielken                        | Șeica              |

## Cultura
Una característica de la arquitectura es la iglesia fortificada.
El dialecto local (sajón de Transilvania) se vincula al grupo fráncico moselano.